# انا بلمر
انا بلمر (به انگلیسی: Anna Behlmer) مهندس صدا اهل ایالات متحده آمریکا است. وی تاکنون ده بار نامزد جایزه اسکار در بخش بهترین صدا شده‌است و نخستین زنی است که توانسته در این رده از جوایز اسکار نامزد شود.

## منتخب فیلم‌شناسی
- شجاع‌دل (۱۹۹۵)[۲]
- اویتا (۱۹۹۶)[۳]
- محرمانه لس آنجلس (۱۹۹۷)[۴]
- خط باریک سرخ (۱۹۹۸)[۵]
- مولن روژ! (۲۰۰۱)[۶]
- سیبیسکوت (۲۰۰۳)[۷]
- آخرین سامورایی (۲۰۰۳)[۷]
- جنگ دنیاها (۲۰۰۵)[۸]
- الماس خونین (۲۰۰۶)[۹]
- پیشتازان فضا (۲۰۰۹)[۱۰]